# 廖家别墅
廖家别墅位于中国福建省厦门市鼓浪屿，是全国重点文物保护单位鼓浪屿近代建筑群的子项目之一。
廖家别墅为厦门豫丰钱庄老板廖悦发宅，著名文学家林语堂曾在此居住。1919年，林语堂与鼓浪屿廖家次女廖翠凤结婚。建筑坐北朝南，砖石结构，正立面上下为柱廊，线脚装饰朴素，主入口设宽大的大台阶，是殖民地外廊式住宅。